# Tombe de Milenko Hadžić à Svrljig
La tombe de Milenko Hadžić à Svrljig (en serbe cyrillique : Гроб са спомеником народног хероја др. Миленка Хаџића на гробљу у Сврљигу ; en serbe latin : Grob sa spomenikom narodnog heroja dr. Milenka Hadžića na groblju u Svrljigu) se trouve à Svrljig, dans le district de Nišava, en Serbie. Elle est inscrite sur la liste des monuments culturels protégés de la République de Serbie (identifiant no SK 2190),.

## Présentation
Le héros national Milenko Hadžić (1902-1941) est enterré dans le cimetière de Svrljig.